# Rheumaptera anestia
Rheumaptera anestia là một loài bướm đêm trong họ Geometridae.